# Dolenje Lakovnice
Dolenje Lakovnice este o localitate din comuna Novo mesto, Slovenia, cu o populație de 79 de locuitori.